# Goodbye Mr. Black
Goodbye Mr. Black (en hangul, 굿바이 미스터 블랙), es una serie de televisión surcoreana emitida originalmente en 2016, basada en el manhwa homónimo de Hwang Mi Na, inspirado en El conde de Montecristo y publicado en 1983, sobre un hombre que decidiendo tomar venganza, inicia un malvado plan que fracasa, al hacerlo cambiar a sí mismo y volverlo bueno.
Es protagonizada por Lee Jin Wook, Moon Chae Won, Yoo In Young, Kim Kang Woo y Song Jae Rim. Fue emitida en su país de origen por MBC, desde el 16 de marzo hasta el 19 de mayo de 2016, con una longitud de 20 episodios al aire las noches de los días miércoles y jueves a las 21:55 (KST).

## Argumento
Cha Ji Won (Lee Jin Wook) es un popular miembro de la academia naval de la Marina, del equipo de demolición subacuática. Es traicionado por su mejor amigo Min Sun Jae (Jeong Jae Hyuk), y es denunciado como un traidor. Ji Won es enviado a otro país, pero se escapa y vuelve con una nueva identidad, además de Kim Swan (Moon Chae Won), su esposa falsa, para tomar venganza.

## Reparto

### Personajes principales
- Lee Jin Wook como Cha Ji Won / Black.
  - Lee Hee Seong como Cha Ji Won (joven).
- Moon Chae Won como Kim Swan / Khaya / Baek Eun Young.
  - Lee Chae Yoon como Kim Swan (Baek Eun Young).
- Kim Kang Woo como Min Sun Jae.
  - Jeong Jae Hyuk como Min Sun Jae (joven).
- Song Jae Rim como Seo Woo Jin.
- Yoo In Young como Yoon Ma Ri.

### Personajes secundarios
- Lee Won-jong como Go Sung-min.
- Im Se-mi como Cha Ji Soo.
  - Kwon Ji Min como Cha Ji Soo (joven).
- Ha Yeon-joo como May.
- Bae Yoo-ram como Ahn Gye Dong.[5]
- Kim Tae Woo como Kim Ji Ryoon.
- Jung Hye Sun como Jeong Hyun Sook.
- Jeon Goo Hwan como Baek Eun Do (Jo Seong Bae).
- Choi Jung Woo como Seo Jin Tak.
- Lee Dae Yeon como Min Yong Jae.
- Kim Myung Gook como Nam Seong Woo.
- Seo Beom Sik como Park Beom Sik.

### Otros personajes
- Gil Hae-yeon como Hong In Ja.
- Wi Ha-joon como Ha-joon.
- Lee Jae Woo
- Park Jeong Yoon como Se Yang.
- In Seong Ho
- Choi Hyun como Choi.
- Kim Kwang Sik
- Ha Soo Ho
- Gong Jeong Hwan como Kim Seong Min.
- Park Hoon
- Go Seo Hee
- Wi Yang Ho
- Jung Dong Gyu
- Kim Kwang Hyun como Park Seok Min.
- Ki Se Hyung como asesino.

Apariciones especiales
- Jung Dong Hwan as Cha Jae Wan.
- Lee Jae Yong as Yoon Jae Min.
- Jo Yoon Ho
- Daniel Joey Albright como Fred (Ep. 8)

## Recepción

### Audiencia
En Azul la audiencia más baja y en rojo la más alta, correspondientes a las empresas medidoras TNms y AGB Nielsen.
| Ep. #    | Fecha de estreno    | Share        | Share        | Share       | Share       |
| Ep. #    | Fecha de estreno    | TNmS Ratings | TNmS Ratings | AGB Nielsen | AGB Nielsen |
| Ep. #    | Fecha de estreno    | Nacional     | Seúl         | Nacional    | Seúl        |
| -------- | ------------------- | ------------ | ------------ | ----------- | ----------- |
| 1        | 16 de marzo de 2016 | 3.6 %        | 3.7 %        | 3.9 %       | 4.2 %       |
| 2        | 17 de marzo de 2016 | 4.2 %        | 4.4 %        | 3.9 %       | 4.2 %       |
| 3        | 23 de marzo de 2016 | 4.2 %        | 4.7 %        | 3.6 %       | 4.2 %       |
| 4        | 24 de marzo de 2016 | 4.4 %        | 4.4 %        | 4.5 %       | 5.1 %       |
| 5        | 30 de marzo de 2016 | 5.4 %        | 7.4 %        | 5.1 %       | 6.0 %       |
| 6        | 31 de marzo de 2016 | 4.6 %        | —            | 4.6 %       | 5.4 %       |
| 7        | 6 de abril de 2016  | 4.7 %        | 5.4 %        | 4.6 %       | 5.4 %       |
| 8        | 7 de abril de 2016  | 4.5 %        | 4.5 %        | 3.4 %       | 4.2 %       |
| 9        | 14 de abril de 2016 | 3.6 %        | —            | 3.5 %       | 4.0 %       |
| 10       | 14 de abril de 2016 | 3.2 %        | —            | 3.8 %       | 4.4 %       |
| 11       | 20 de abril de 2016 | 7.5 %        | 8.3 %        | 8.1 %       | 9.0 %       |
| 12       | 21 de abril de 2016 | 8.8 %        | 9.2 %        | 9.4 %       | 10.5 %      |
| 13       | 27 de abril de 2016 | 8.1 %        | 8.9 %        | 8.7 %       | 10.2 %      |
| 14       | 28 de abril de 2016 | 8.7 %        | 9.1 %        | 8.7 %       | 9.6 %       |
| 15       | 4 de mayo de 2016   | 8.7 %        | 8.9 %        | 9.1 %       | 9.8 %       |
| 16       | 5 de mayo de 2016   | 8.7 %        | 9.3 %        | 9.0 %       | 9.5 %       |
| 17       | 11 de mayo de 2016  | 10.4 %       | 10.9 %       | 9.5 %       | 10.8 %      |
| 18       | 12 de mayo de 2016  | 8.9 %        | 9.7 %        | 8.6 %       | 9.7 %       |
| 19       | 18 de mayo de 2016  | 8.9 %        | 9.4 %        | 8.5 %       | 8.3 %       |
| 20       | 19 de mayo de 2016  | 10.2 %       | 11.1 %       | 9.9 %       | 10.7 %      |
| Promedio | Promedio            | 6.6 %        | 7.6 %        | 6.5 %       | 7.3 %       |

## Emisión internacional
- Hong Kong: Now Entertainment (2016).
- Tailandia: Channel 8 (2016).